# Anniken Huitfeldt

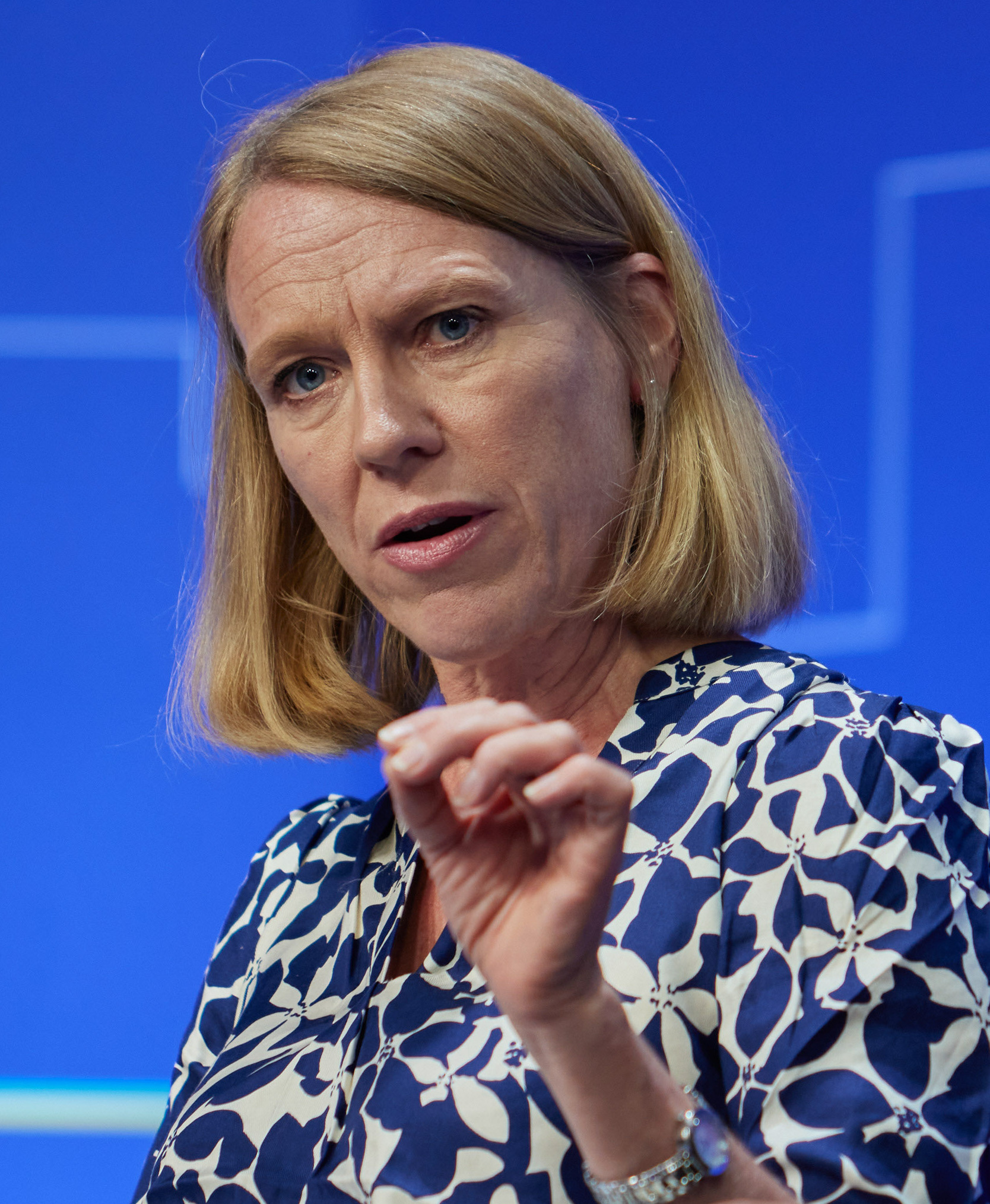
Anniken Huitfeldt, 2023

Anniken Scharning Huitfeldt (* 29. November 1969 in Bærum) ist eine norwegische Diplomatin und Politikerin der Arbeiderpartiet (Ap). Seit 2024 ist sie die norwegische Botschafterin in den Vereinigten Staaten von Amerika. Sie war von 2005 bis 2024 Abgeordnete im Storting. Von Februar 2008 bis Oktober 2009 war sie die Kinder- und Gleichstellungsministerin, von Oktober 2009 bis September 2012 die Kulturministerin und anschließend bis Oktober 2013 die Arbeitsministerin ihres Landes. Von Oktober 2021 bis Oktober 2023 fungierte sie als Außenministerin.

## Leben
Nach dem Besuch der weiterführenden Schule arbeitete Huitfeldt von 1988 bis 1989 als Fylkessekretärin der Jugendorganisation Arbeidernes Ungdomsfylking (AUF). Im Jahr 1989 begann Huitfeldt an der Universität Oslo Staatswissenschaft und Geschichte zu studieren. Von 1992 bis 1993 studierte sie Geografie an der London School of Economics. Anschließend kehrte sie an die Universität Oslo zurück, wo sie Geschichte studierte. Nachdem sie bereits von 1994 bis 1996 als stellvertretende Vorsitzende der AUF fungierte, war sie zwischen 1996 und 2000 die Vorsitzende der Jugendorganisation. In den Jahren 2000 bis 2001 war sie Vizevorsitzende der International Union of Socialist Youth. Von 2001 bis 2005 war sie im Vorstand vom norwegischen Zweig von Save the Children (Redd Barna) tätig. Huitfeldt arbeitete in den Jahren 2000 bis 2005 als Forscherin bei der Forschungsstiftung Fafo.

### 2005–2021: Stortingsabgeordnete und Ministerin in der Regierung Stoltenberg
Bei der Parlamentswahl 2005 zog Huitfeldt erstmals direkt in das norwegische Nationalparlament Storting ein. Dort vertritt sie den Wahlkreis Akershus und wurde stellvertretende Vorsitzende im Kirchen-, Bildungs- und Forschungsausschuss. Vor ihrem Einzug ins Parlament war sie bereits zwei Legislaturperioden Vararepresentantin, also Ersatzabgeordnete. Am 29. Februar 2008 wurde sie zur Kinder- und Gleichstellungsministerin in der Regierung Stoltenberg II ernannt. Zum 20. Oktober 2009 wurde sie zur neuen Kulturministerin ernannt. In diesem Amt blieb sie bis zum 21. September 2012, bevor sie zur Arbeitsministerin ernannt wurde. Diesen Posten hatte sie bis zum Abtritt der Regierung am 16. Oktober 2013 inne.
Nachdem sie wegen ihrer Regierungsmitgliedschaft ihr Mandat im Storting ruhen lassen musste, kehrte sie anschließend in das Parlament zurück. Dort wurde sie im Oktober 2013 zur Vorsitzende des Außen- und Verteidigungsausschusses. Diese Position behielt sie auch nach der Wahl 2017. Bei der Wahl war sie als Spitzenkandidatin ihrer Parteiliste im Wahlkreis Akershus angetreten. Im Jahr 2019 wurde sie zur Vorsitzenden der Arbeiderpartiet in Akershus gewählt.

### 2021–2024: Außenministerin und Rückkehr ins Storting
Am 14. Oktober 2021 wurde Huitfeldt in der neu gebildeten Regierung Støre zur Außenministerin ernannt. Im August 2023 gab Huitfeldt bekannt, dass sie durch – nach eigenen Aussagen ihr unbekannte – Aktiengeschäfte ihres Ehemanns mehrfach „unwissend befangen“ gewesen sei. Ihr Ehemann hatte unter anderem kurz nach einem Treffen Huitfeldts mit dem Waffenproduzenten Kongsberg Gruppen Aktien des Konzerns gekauft. Am 16. Oktober 2023 verließ sie im Rahmen eines größeren Regierungsumbaus ihren Posten als Außenministerin. Ministerpräsident Støre gab in diesem Zusammenhang an, dass Huitfeldt als Ministerin weitermachen wollte, er aber nicht an ihr festhalten könne. Huitfeldts Nachfolger wurde ihr Parteikollege Espen Barth Eide. Sie kehrte daraufhin als Abgeordnete ins Storting zurück, wo sie zuvor aufgrund ihrer Regierungsmitgliedschaft vertreten worden war. Dort wurde sie stellvertretende Vorsitzende im Wirtschaftsausschuss.

### Seit 2024: Botschafterin in den USA

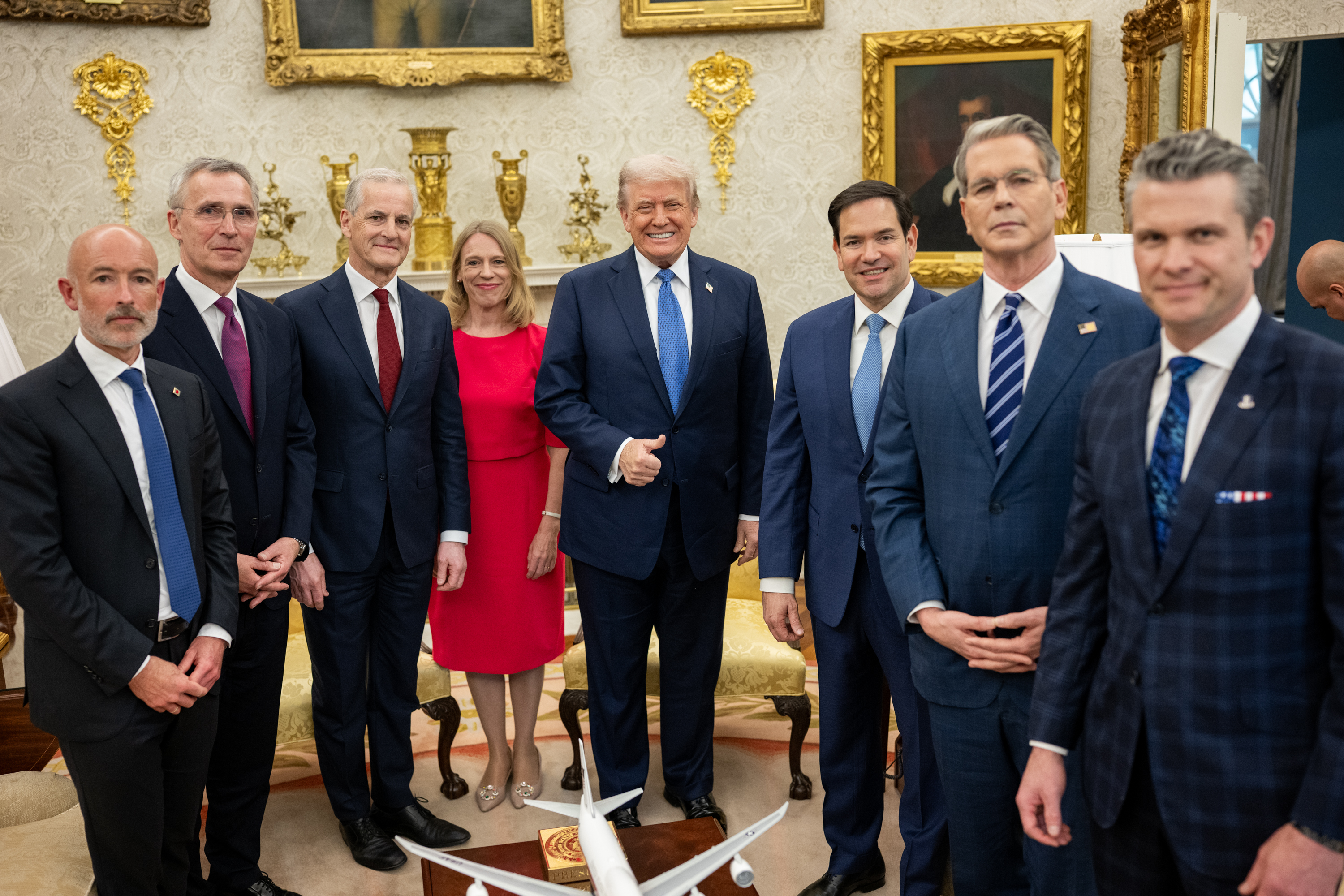
Anniken Huitfeldt bei einem Besuch im Weißen Haus im April 2025

Am 15. März 2024 wurde Huitfeldt zur neuen norwegischen Botschafterin in den Vereinigten Staaten ernannt. Im Zuge dessen musste sie aus dem Storting ausscheiden, da es Angestellten des Außenministeriums nicht erlaubt ist, Abgeordnete im Storting zu sein. Huitfeldt schied schließlich am 19. März 2024 aus dem Storting aus und wurde durch ihre Parteikollegin Ragnhild Male Hartviksen ersetzt. Das Amt der Botschafterin übernahm sie im August 2024.

## Privates
Anniken Huitfeldt entstammt dem dänischen Uradelsgeschlecht Huitfeldt (ausgesprochen: Witfält) und wuchs in Jessheim auf. Sie ist verheiratet und hat drei Kinder. Ihre Schwester Astrid Huitfeldt ist ebenfalls Politikerin.

## Bibliografie
- Likhet eller Likeverd (1996)
- Fagbevegelsen foran et nytt århundre (1997)
- Sosialdemokratiet 2000 (2000)
- Child slavery and child trafficking in West Africa, Roma minorities in the Czech and Slovak Republics (2001)
- Næringslivets samfunnsansvar (2003)
- Det globale ekteskapsmarkedet (2004)
- Women in Iraq – Analytical Report, Bagdad (2005)
- Skapsprengere (2009)
- Anniken Huitfeldt: Fortellingen om Gro Harlem Brundtland: Jenta som ble Norges statsminister og hele verdens doktor (2010)